# بورگاو (کارولینای شمالی)
بورگاو (به انگلیسی: Burgaw) شهری در ایالت کارولینای شمالی کشور ایالات متحده آمریکا است که جمعیت آن در سرشماری سال ۲۰۱۰ میلادی، ۳٬۸۷۲ نفر بوده‌است.